# Pizzarette

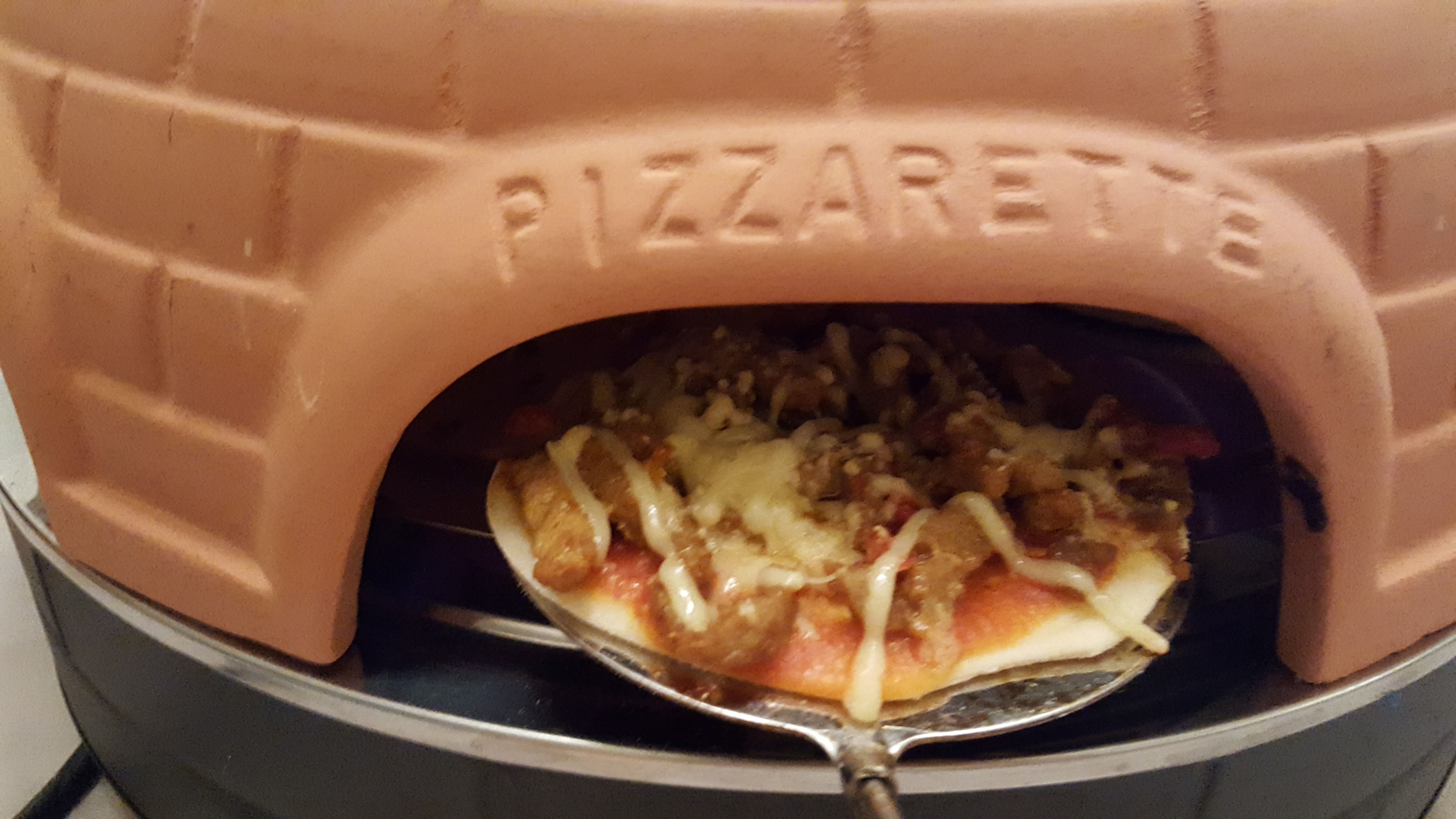
Pizzarette

Een pizzarette is een tafelmodel elektrische steenoven voor het bakken van mini-pizza's. Het 'fun-cooking'-apparaat is bedoeld voor hetzelfde soort gelegenheden als een gourmetstel of fonduestel. Het bestaat uit een bakplaat, met een iglo-vormige koepel van terracotta. Het apparaat, dat voor het bakken van pizza's een temperatuur kan bereiken van zo'n 225 graden Celsius, heeft meerdere poortjes waarin de eters elk hun eigen mini-pizza kunnen bakken.
De pizzarette komt in meerdere varianten voor. Zo bestaan er varianten voor vier of zes personen, en is er ook een drie-in-één-pizzarette, waarbij tegelijk ook gegourmet of geraclet kan worden. De Nederlandse Consumentenbond noemde bij haar recensie in 2011 als voordeel van de pizzarette dat er bij de pizzarette minder etensgeur vrijkomt dan bij bijvoorbeeld gourmetten of steengrillen.
Pizzarette is de typenaam die gebruikt wordt door leverancier Emerio. Vergelijkbare apparaten worden verkocht met namen als PizzaFesta of PizzaGusto, of simpelweg aangeduid als pizzagourmetset. 
De pizzarette was in de jaren 2010 in Nederland enige tijd een hype, maar werd aan het eind van het decennium ook wel beschouwd als een sta-in-de-weg in het keukenkastje, vergelijkbaar met producten als de broodbakmachine en de chocoladefontein.

## In populaire cultuur
Het komische sketchprogramma Sluipschutters wijdde in 2024 twee sketches aan het verschijnsel pizzarette.